# Krypto
Pour le personnage de la série télévisée Smallville, voir Shelby (Smallville).
Pour l’article ayant un titre homophone, voir Crypto.
Krypto est une version canine de Superman dans l'univers de DC Comics.

## Origines
Krypto apparaît dans le numéro 210 d'Adventure Comics. Lorsque Jor-El, le père de  Kal-El (le futur Superman), a compris que Krypton était condamné, il a envoyé dans l'espace une fusée test avec Krypto à l'intérieur. La fusée se perd dans l'espace et arrive sur Terre longtemps après l'arrivée de Kal-El. Superboy adopte Krypto qui devient son allié. 
Bien qu'il ait l'apparence d'un chien terrien normal, Krypto a les mêmes super-pouvoirs que son maître, et pense comme un humain.

## Adaptations
Une série télévisée d'animation, Krypto le superchien, a été diffusée en 2005.  Krypto arrive sur la Terre et est adopté par Kevin, avec lequel il va vivre la plupart de ses aventures. Il rencontrera Éclair, le chat d'Andrea, la voisine, avec lequel il partagera ses pouvoirs, et Ace, le chien de Batman. Un florilège de personnages secondaires agrémente la série : la Patrouille des Chiens de Chasse (une Ligue des Justiciers canine).
Krypto apparait dans La Légende des super-héros.
Dans la série télévisée Smallville, Krypto est un Golden Retriever dont le nom est « Shelby ». Il ne possède que la super-force et l'invulnérabilité.
Il apparaît dans la série Titans, dans laquelle Superboy le libère de sa cage, Krypto devient alors son compagnon. Il possède les pouvoirs rayon laser, super vitesse et peut voler.
Il est aussi le personnage principal du film d'animation Krypto et les Super-Animaux.
Il apparait dans le film Superman de 2025.